# Companhia City
A Companhia City é a empresa fundada em 1912 com o nome de "City of São Paulo Improvements and Freehold Land Company Limited" que participou ativamente do processo urbanístico da cidade de São Paulo. Sua sede está ubicada no bairro paulistado de Jardim das Acácias (região do Brooklin Novo).

## História
A Companhia City, fundada em 1911 com sede inicial em Londres e participação de investidores franceses, ingleses e brasileiros, é reconhecida como a mais tradicional empresa de desenvolvimento urbano e imobiliário do Brasil, tendo planejado bairros emblemáticos como Jardim América e Pacaembu em São Paulo. Em 1912, a empresa estabeleceu-se definitivamente na capital paulista, adquirindo mais de 15 milhões de metros quadrados no perímetro urbano da cidade, e ao longo de sua trajetória já planejou e comercializou cerca de 32 milhões de metros quadrados, consolidando-se como referência no setor de urbanismo brasileiro. Nos primeiros anos, a equipe técnica brasileira da Cia. City esteve envolvida em levantamentos e delimitação de áreas, mesmo diante de desafios como a crise financeira de 1914 e a iminência da Primeira Guerra Mundial, fatores que marcaram o início de sua atuação no Brasil.
Os urbanistas ingleses Barry Parker e Raymond Unwin foram responsáveis pelo loteamento do Jardim América, localizado na regiao dos Jardins. O empreendimento marca a introdução de conceitos urbanísticosinéditos no Brasil, como ruas sinuosas, praças, recuos irregulares e amplas áreas verdes, comuns na garden-city de Londres. O legado da Companhia City inclui a criação de bairros tombados para preservar sua beleza e áreas verdes, como o Jardim América, cujo plano original de 1919 previa 672 lotes, que podem ser reunidos, mas nunca fracionados. A preservação desses bairros foi consolidada pelo tombamento estadual em 1986, após mobilização de moradores preocupados com a descaracterização da paisagem urbana. As regras estabelecidas pela City influenciaram a legislação municipal e serviram de modelo para loteamentos residenciais em todo o Brasil, limitando o uso dos lotes a residências unifamiliares e impondo recuos ajardinados e arborização pública.
Os bairros criados pela City são conhecidos por lotes com metragem fixa, impossíveis de serem fracionados, e pela proibição da construção de prédios de apartamentos, mantendo o padrão de residências cercadas de verde, o que contribuiu para a preservação da fauna local, como macacos e araras. A análise mostra como a Companhia City, desde 1912, foi fundamental para a urbanização planejada, trazendo o conceito de cidade-jardim ao Brasil, inicialmente voltado para classes médias e altas, mas que, a partir da década de 1970, passou a abranger novas classes sociais, especialmente com a expansão para regiões como Pirituba, Jaraguá e São Domingos.
A expansão da City para a Zona Norte, especialmente a partir dos anos 1970, marcou a flexibilização do conceito de bairro-jardim, com a criação de empreendimentos como Parque Nações Unidas, City América, City Recanto Anastácio e City Empresarial Jaraguá, que passaram a atender diferentes segmentos sociais e acompanharam o crescimento industrial e populacional da cidade. O padrão de infraestrutura e urbanismo diferenciado da City contrastava com loteamentos periféricos, que muitas vezes careciam de benefícios básicos, e contribuiu para a valorização e diversificação do tecido urbano paulistano.
A atuação da empresa resultou na criação de bairros tombados, como o Jardim América, cujo plano original de 1919 previa 672 lotes, e cuja preservação foi consolidada pelo tombamento estadual em 1986, após mobilização de moradores preocupados com a descaracterização da paisagem urbana. As regras estabelecidas pela City influenciaram a legislação municipal e serviram de modelo para loteamentos residenciais em todo o Brasil, limitando o uso dos lotes a residências unifamiliares e impondo recuos ajardinados e arborização pública. O tombamento dos bairros “Jardins” e Pacaembu pelo Condephaat, em 1986, foi um marco na preservação da paisagem urbana de São Paulo, garantindo a manutenção das características originais desses bairros ajardinados frente à pressão da verticalização e do mercado imobiliário. A experiência da City demonstrou que a combinação de regras urbanísticas rígidas, participação da sociedade civil e instrumentos legais de preservação pode assegurar a valorização e a proteção de áreas urbanas de alto valor paisagístico e cultural, servindo de exemplo para outras cidades brasileiras.

### Cópias da concorrência
O sucesso e a popularidade dos bairros-jardins planejados pela Companhia City em São Paulo, inspiraram outras empresas imobiliárias a replicarem o modelo em diferentes regiões da cidade e da Grande São Paulo. A partir das décadas de 1940 e 1950, empresas como a Cia. Predial, Cia. City Boa Vista, Camargo Correa, Cia. City Paulista, Cia. Imobiliária Granja Vianna, Cia. City Real Parque e Cia. Chácara Flora passaram a desenvolver loteamentos residenciais com características semelhantes: ruas arborizadas, lotes amplos, recuos ajardinados e restrições ao uso exclusivamente residencial, consolidando o padrão de bairro-jardim em áreas como Alto da Boa Vista, Brooklin Velho, Jardim São Bento, Jardim São Paulo, Jardim Paulistano, Chácara Flora, Granja Viana, Jardim Marajoara, Real Parque, Jardim França, Jardim Paulista e Jardim Europa. Esses bairros, embora criados por diferentes empresas, seguiram o modelo paisagístico e urbanístico pioneiro da City, tornando-se referência de qualidade de vida e valorização imobiliária em São Paulo e região metropolitana.

## Atualidade
Na atualidade, a Companhia City mantém sua relevância no setor imobiliário brasileiro, sendo responsável pelo planejamento e urbanização de quase 50 bairros e cerca de 32 milhões de metros quadrados em quatro estados do país, com destaque para bairros paulistanos como Jardim América, Pacaembu, Alto de Pinheiros, Alto da Lapa, City Butantã, Anhangabaú e Bela Aliança, além de projetos em cidades como Osasco (City Bussocaba), Piracicaba, São José dos Campos, Taubaté, Ribeirão Preto, Barretos e Blumenau.
O legado da Companhia City é reconhecido tanto pela qualidade urbanística quanto pela valorização da paisagem e do patrimônio, sendo objeto de estudos acadêmicos e referência para políticas de preservação urbana. O tombamento dos bairros “Jardins” e Pacaembu pelo Condephaat, em 1986, foi um marco na preservação da paisagem urbana de São Paulo, garantindo a manutenção das características originais desses bairros ajardinados frente à pressão da verticalização e do mercado imobiliário. A experiência da City demonstrou que a combinação de regras urbanísticas rígidas, participação da sociedade civil e instrumentos legais de preservação pode assegurar a valorização e a proteção de áreas urbanas de alto valor paisagístico e cultural, servindo de exemplo para outras cidades brasileiras.
Mais de um século após sua fundação, a Companhia City permanece ativa, com reservas de terras e projetos inovadores, como o novo bairro planejado “City São Paulo” em Pirituba, que busca integrar sustentabilidade e urbanismo contemporâneo. O debate sobre a preservação dos bairros-jardins, iniciado com o tombamento dos Jardins” e do Pacaembu, segue atual, mostrando que a regulação municipal e a mobilização social são fundamentais para a manutenção da qualidade urbanística e paisagística desses espaços, mais até do que o próprio tombamento, como demonstram estudos recentes sobre a evolução desses bairros.
A Companhia City, assim, consolidou-se como referência em urbanismo no Brasil, tendo planejado quase 50 bairros e cerca de 32 milhões de metros quadrados em quatro estados, e seu modelo de bairro-jardim permanece como símbolo de qualidade de vida e de paisagem urbana valorizada em São Paulo e em outras cidades brasileiras.